# Louis Finson

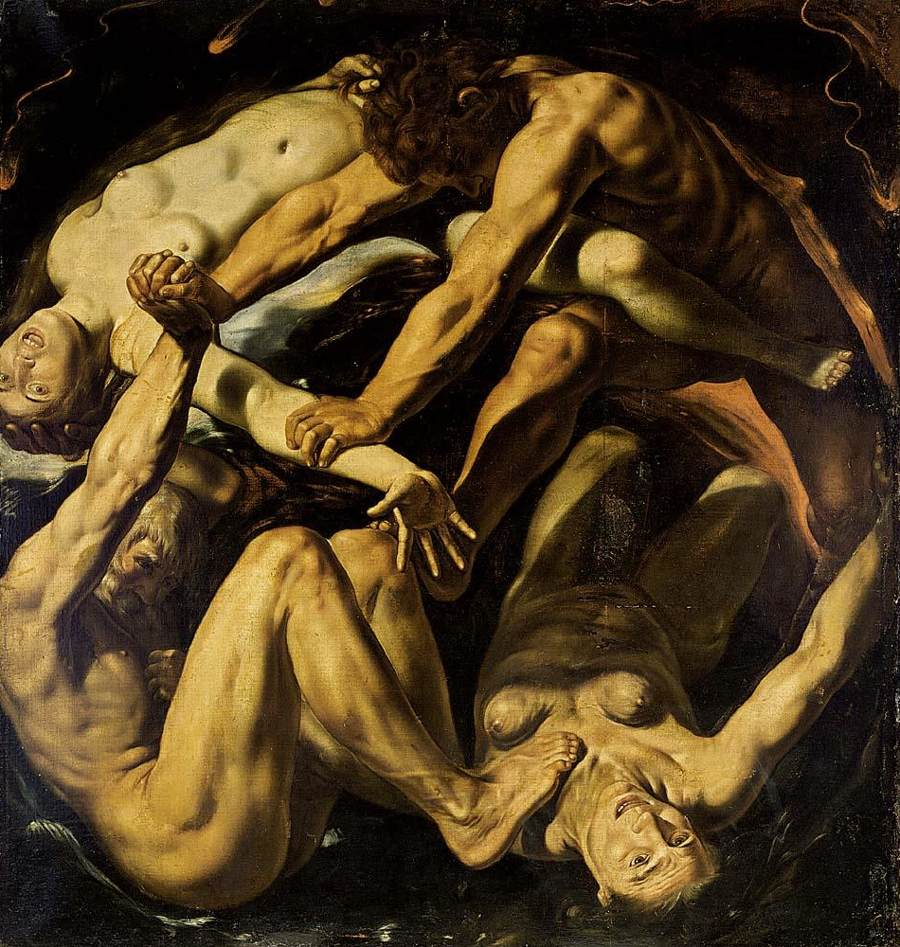
Louis Finson, Alegoria czterech żywiołów

Louis Finson lub Ludovicus Finsonius (ur. ok. 1580 w Brugii, zm. w 1617 w Amsterdamie) – flamandzki malarz okresu wczesnego baroku.
W latach 1600–1612 przebywał we Włoszech - w Rzymie i Neapolu. Od ok. 1612 mieszkał w Aix-en-Provence. Pozostawał pod wpływem Caravaggia, Guido Reniego i malarstwa weneckiego.
Malował obrazy religijne i portrety.

## Wybrane dzieła
- Pięć zmysłów – Brunszwik, Herzog Anton Ulrich-Museum,
- Pokutująca Magdalena (1613) – Marsylia, Musèe des Beaux-Arts,
- Pozdrowienie anielskie (1613) – Awinion, Musèe Calvet,
- Sybilla Erytrejska – Caen, Musèe des Beaux-Arts,
- Zwiastowanie – Madryt, Prado,
- Zwiastowanie (1612) – Neapol, Museo di Capodimonte.